# Linarite
La linarite est une espèce minérale formée de sulfate de plomb et de cuivre, de formule PbCu(SO4)(OH)2. Les cristaux peuvent atteindre 8 cm.

## Historique de la description et appellations

### Inventeur et étymologie
Décrite par le minéralogiste anglais Henry-James Brooke en 1822, le nom dérive du topotype, et a été créé par Ernst Friedrich Glocker .

### Topotype
Le topotype est localisé à Linares, province de Jaén, Andalousie, Espagne. Les échantillons types sont conservés à l'Académie des Mines de Freiberg, en Allemagne, où ils sont enregistrés sous le n° 46.527.

### Synonymie
La linarite a aussi été nommée plomb sulfaté cuprifère (Armand Lévy, 1837).

## Caractéristiques physico-chimiques

### Critères de déterminations
La linarite se présente souvent sous forme de cristaux prismatiques, parfois tabulaires, et comportant de nombreuses faces. Ces cristaux, transparents ou translucides, sont bleus, avec un éclat vitreux à sub-adamantin. Il existe un clivage net, mais la fracture est conchoïdale. Il présente un pléochroïsme ; sa couleur sous le microscope polariseur analyseur varie du bleu pâle au bleu de Prusse.
C'est un minéral tendre (2,5 sur l'échelle de Mohs) mais assez dense puisque la densité mesurée varie de 5,3 à 5,5. Si on la flambe, la linarite crépite à la flamme en émettant une eau qui condense en une eau noirâtre.
La linarite est soluble dans de l'acide nitrique dilué.
Bien que la linarite présente un trait bleu clair, semblable à celui de l'azurite, on peut facilement la différencier de cette dernière car au contact de l'acide chlorhydrique, la linarite blanchit sans effervescence en donnant une couche de chlorure de plomb, tandis que l'azurite se dissout avec effervescence sans blanchir. De plus, l'azurite est plus dure (3,5 à 4 au lieu de 2,5 sur l'échelle de Mohs) et moins dense (un peu moins de 3,8 au lieu d'un peu plus de 5,3).

### Composition chimique
La linarite, de formule Pb Cu (SO4) (OH)2, a une masse moléculaire de 400,834274 u. Elle est donc composée des éléments suivants : 
| Élément     | Nombre (formule)    | Masse des atomes (u) | % de la masse moléculaire |
| ----------- | ------------------- | -------------------- | ------------------------- |
| Plomb Pb    | 1                   | 207,21               | 51,69 %                   |
| Cuivre Cu   | 1                   | 63,55                | 15,85 %                   |
| Soufre S    | 2                   | 32,065               | 8,00 %                    |
| Hydrogène H | 2                   | 2,01                 | 0,50 %                    |
| Oxygène O   | 6                   | 96,00                | 23,95 %                   |
|             | Total : 11 éléments | Total : 400,83 u     | Total : 100 %             |

Cette composition place ce minéral :
- selon la classification de Strunz : dans le groupe des sulfates, sélénates, tellurates, chromates, molybdates, tungstates (VII) hydratés avec des anions additionnels (7.B) et avec des cations de taille moyenne à grande (7.BC)
- selon la classification de Dana : dans le groupe des sulfates anhydres contenant des hydroxyles ou des halogènes (classe 30) de formule générale (AB)2(XO4)Zq (sous-groupe 30.2).

### Cristallochimie
La linarite forme un groupe avec la chenite :
- Chenite : Pb4Cu(SO4)2(OH)6
- Linarite : PbCu (SO4) (OH)2
- Munakataite : Pb2Cu2 (Se4+O3)(SO4)(OH)4
- Schmiederite : Pb2Cu2 (Se4+O3) (Se6+O4) (OH)4

### Cristallographie
Le système cristallin est monoclinique, de classe prismatique.
Les paramètres de la maille conventionnelle sont : a = 9.6913, b = 5.6503, c = 4.6873, Z = 2; beta = 102.66° V = 250.43
La densité calculée est de 5,32, ce qui est une valeur légèrement inférieure à certaines des densités mesurées.

### Altération
Ce minéral a tendance à s'altérer en antlérite et/ou cérusite, accompagnée(s) de malachite.

## Gîtes et gisements

### Gîtologie et minéraux associés
La linarite se trouve essentiellement dans les zones d'oxydation des gisements de sulfites mixtes, à sulfures de cuivre et de plomb.
Les minéraux associés sont la calédonite, le cuivre, la galène, le plomb, le soufre, mais aussi la brochantite, l'anglésite, la leadhillite, la cérusite, la malachite et l'hémimorphite.

### Gisements remarquables
- Australie,

Broken Hill
- Écosse,

Leadhills
- États-Unis

Mammoth Mine, comté de Juab, Utah
Blanchard Mine, comté de Socorro, Nouveau-Mexique
Soda Lake Mountains
- Italie

mine de Rosas, province de Cagliari, Sardaigne
- Namibie

Tsumeb, région d'Oshikoto

## Galerie

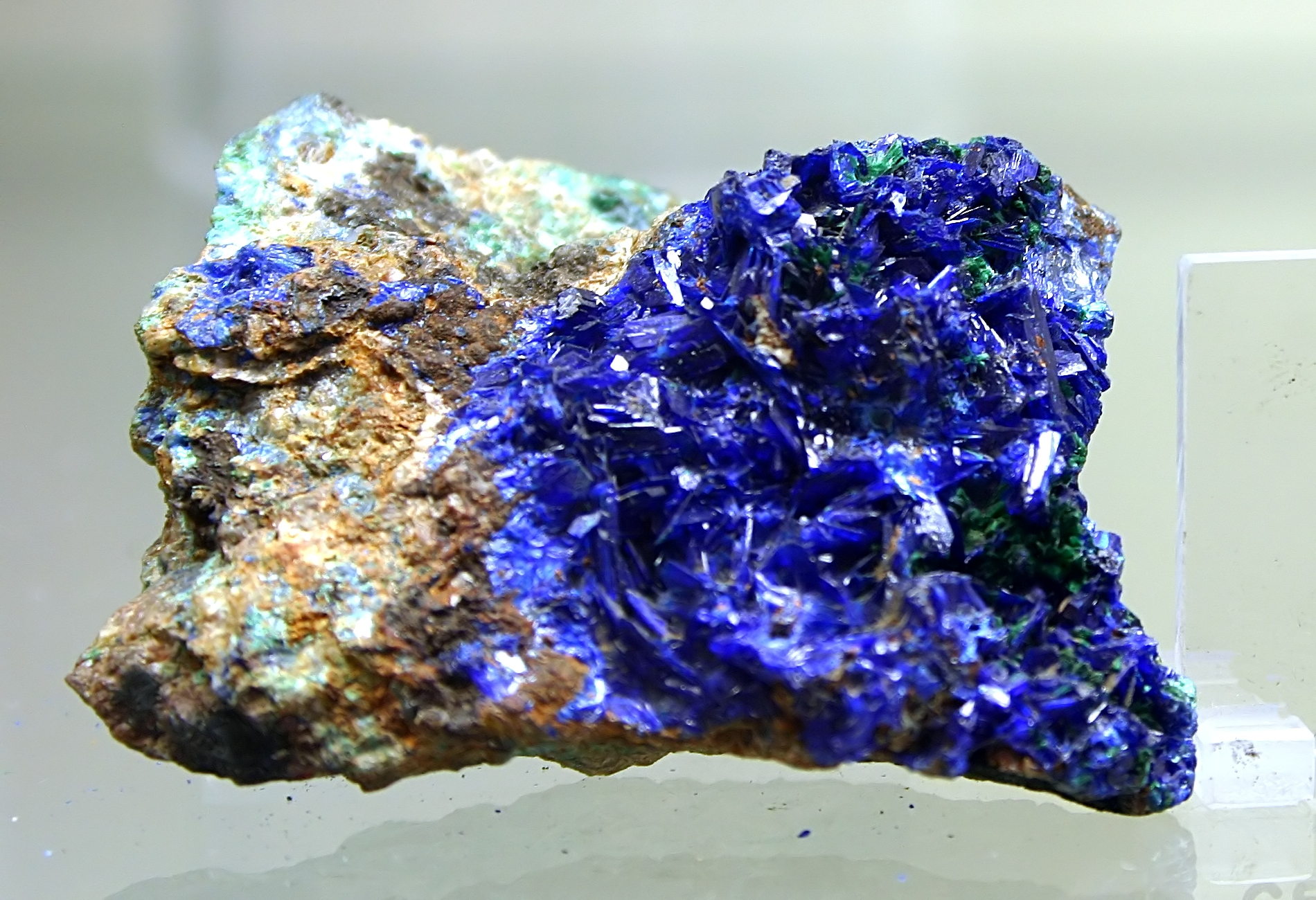
Linarite - Catamarca, Argentine - Museum de Bonn Allemagne